# هانا غراف
هانا غراف (بالسويدية: Hannah Graaf Karyd)‏ هي عارضة ومغنية سويدية، ولدت في 31 أغسطس 1978 في غوتنبرغ في السويد.

## وصلات خارجية
- هانا غراف على موقع IMDb (الإنجليزية)
- هانا غراف على موقع ميوزك برينز (الإنجليزية)
- هانا غراف على موقع ديسكوغز (الإنجليزية)